# Antioquita marcuzzii
Antioquita marcuzzii är en kackerlacksart som beskrevs av Karlis Princis 1952. Antioquita marcuzzii ingår i släktet Antioquita och familjen jättekackerlackor.
Artens utbredningsområde är Venezuela. Inga underarter finns listade i Catalogue of Life.